# Jim Mullen
Jim Mullen (* 26. listopadu 1945 Glasgow, Skotsko) je britský jazzový kytarista hrající charakteristickým stylem, jakým před ním hrál Wes Montgomery, který hrál melodii palcem a nikoli trsátkem.

## Životopis
Hrál se skupinou Oblivion Express Briana Augera, objevil se na prvních třech albech této skupiny společně s budoucím bubeníkem skupiny Average White Band, Robbie MacIntoshem, Mullen se pak připojil ke skupině Kokomo a později s Average White Band jezdil po turné.

## Diskografie
- The Atlantic Family Live in Montreaux (1977)
- 'Live' at Ronnie Scott's (1980) - with Mike Carr and Harold Smith
- Good Times and The Blues (1993) - with Dick Morrissey and Mike Carr
- Soundbites (1993)
- Big Blues (1997) - with Jimmy Witherspoon
- jimjam (2000) - with Hamish Stuart
- Burns (2000)
- ...but beautiful - Jim Mullen Helmut Nieberle Sextett, bobtale records (2001)
- Cartoon Capers (2001)
- We Go Back (2001)
- The Mose chronicles: live in London, vol. 2 (2002) - with Mose Allison, Blue Note
- Live in Glasgow - (2003) - with Gary Husband, Mick Hutton and Gareth Williams
- He Never Mentioned Love - Claire Martin (2007)
- All About the Music - The AllStars (2007)
- Smokescreen - The Jim Mullen Organ Trio featuring Stan Sulzmann (2007)